# El repatriado
El repatriado (prt: O Repatriado; bra: Repatriado) é uma série de televisão de streaming de comédia dramática mexicana, que é produzida pela BTF Media para a Walt Disney Company. Na América Latina, a primeira temporada de dez partes da série foi lançada em 21 de setembro de 2022 no Star+.

## Descrição
El repatriado segue a história de Leonel Reina, um menino migrante mexicano que é adotado nos Estados Unidos após ser separado de sua família biológica em uma passagem ilegal de fronteira. Transformado em boxeador profissional e completamente adaptado à cultura americana, ele vive uma experiência transformadora quando é inesperadamente deportado para seu país natal.

## Elenco
- Ricardo Abarca como Leonel Reina
- Paco Rueda como El Gordo
- Dagoberto Gama como Don Chucho
- Valeria Burgos como Miss Meche
- Armando Hernández como Trejo
- Coco Máxima como Yadi
- Sonya Smith como April
- Esteban Caicedo como Kevin
- Erick Cañete como Iker
- Ian Sebastián como Martín
- Chappell Bunch como Grace
- Raquel Robles como Mary, la hondureña
- Estrella Solís como Guadalupe Contreras

## Episódios
| N.º | Título                                               | Dirigido por | Escrito por | Lançamento             |
| --- | ---------------------------------------------------- | ------------ | ----------- | ---------------------- |
| 1 | "Suena la campana" "Primeiro Round"                  | ASA          | ASA         | 21 de setembro de 2022 |
| Antes da luta mais importante de sua vida, Leonel Reina, um boxeador latino nos Estados Unidos, é deportado do país. Sem falar uma só palavra em espanhol e completamente perdido na Central de Abastos, Leonel acaba arrumando uma confusão com o Gordo, um traficante do bairro. |                                                      |              |             |                        |
| 2 | "Tirar la toalla" "Jogar a Toalha"                   | ASA          | ASA         | 21 de setembro de 2022 |
| Enquanto o Comandante Trejo e o traficante Gordo buscam Leonel para um acerto de contas, o jovem boxeador encontra esconderijo na casa de Miss Meche e eles passam a noite juntos criando uma conexão especial.                                                                    |                                                      |              |             |                        |
| 3 | "En esta esquina..." "Nesta Esquina"                 | ASA          | ASA         | 21 de setembro de 2022 |
| Leonel consegue se comunicar com Martin, seu amigo e rival nos Estados Unidos, mas Martin mente para ele para impedi-lo de voltar e poder ficar com Grace, a noiva de Leonel. |                                                      |              |             |                        |
| 4 | "Estilo mexicano" "Estilo Mexicano"                  | ASA          | ASA         | 21 de setembro de 2022 |
| Grace descobre que Martin está conversando com Leonel, mas Martin a faz pensar que ele a abandonou. Leonel faz um vídeo com a ajuda de Meche para se comunicar com seus pais nos Estados Unidos.                                                                                   |                                                      |              |             |                        |
| 5 | "Gancho al hígado" "Gancho no Fígado"                | ASA          | ASA         | 21 de setembro de 2022 |
| O lucro gerado na luta desaparece e Leonel e Miss Meche se tornam os principais suspeitos. Leonel, Iker e Kevin saem para investigar Gordo e Trejo, convencidos de que eles são os verdadeiros culpados do roubo.                                                                  |                                                      |              |             |                        |
| 6 | "Fajador vs. estilista" "Todo Lutador Tem um Estilo" | ASA          | ASA         | 21 de setembro de 2022 |
| Depois de passarem a noite juntos, Leonel e Miss Meche recebem uma visita inesperada de Grace, o que gera rumores sem fim e fofocas exageradas na vizinhança. |                                                      |              |             |                        |
| 7 | "Decisión dividida" "Decisão Dividida"               | ASA          | ASA         | 21 de setembro de 2022 |
| Leonel encara o fato de ter vivido toda sua vida como imigrante ilegal e se distancia de Grace. Além disso, Meche e Yadi brigam por causa de seu relacionamento com Gordo. |                                                      |              |             |                        |
| 8 | "Golpe bajo" "Golpe Baixo"                           | ASA          | ASA         | 21 de setembro de 2022 |
| Meche e Leonel lutam contra "Peligrosa" e Mosquito, mas são interrompidos por um alerta sísmico. O pai de Leonel fica sabendo do incêndio em sua academia e sofre um infarto. |                                                      |              |             |                        |
| 9 | "Contra las cuerdas" "Na Corda Bamba"                | ASA          | ASA         | 21 de setembro de 2022 |
| O ponto de vista de Gordo toma conta da história. Memórias de seu passado juvenil na prisão retornam enquanto ele busca ajuda de seus contatos na máfia chinesa. |                                                      |              |             |                        |
| 10 | "KO" "K.O."                                          | ASA          | ASA         | 21 de setembro de 2022 |
| Leonel e Miss Meche se encontram com os pais de Leonel enquanto El Gordo encarcerado reflete sobre as suas opções. Além disso, Martin se prepara para uma luta pelo campeonato em Las Vegas.                                                                                       |                                                      |              |             |                        |